# Ryan Fraser
Ryan Fraser (Aberdeen, 24 de fevereiro de 1994) é um futebolista profissional escocês que atua como atacante. Atualmente joga no Southampton.

## Carreira

### Clubes
Fraser começou a carreira no Aberdeen FC em 2010.[carece de fontes?] Três anos depois, ele assinou um contrato de três anos com o Bournemouth, que, na época, disputava a League One, equivalente à Terceira Divisão do Campeonato Inglês. Durante sua primeira temporada, ele ajudou o Bournemouth a subir para a EFL Championship, a Segunda Divisão do Campeonato Inglês. Em 2015, Fraser foi emprestado ao Ipswich Town.[carece de fontes?] Um ano depois, Fraser voltou ao Bournemouth. Ele marcou seu primeiro gol na Premier League na vitória por 4–3 sobre o Liverpool. Ele entrou no jogo no segundo tempo, quando seu time perdia por 2–0. Fraser fez os primeiros dois gols do Bournemouth, sendo o primeiro de pênalti, e deu uma assistência para o terceiro.

### Internacional
Fraser realizou 16 jogos e marcou quatro gols nas seleções sub-19 e sub-21 da Escócia. Em 2017, estreou pela seleção principal.[carece de fontes?]

## Títulos
Bournemouth
- Football League Championship: 2014–15[carece de fontes?]